# Agnès Martin (peintre)
Pour les articles homonymes, voir Martin et Agnès Martin.
Agnès Bernice Martin (22 mars 1912 - 16 décembre 2004) est une peintre canado-américaine, souvent considérée comme minimaliste, bien qu'elle se considère elle-même comme expressionniste abstraite.

## Biographie

### Enfance, formation et début de carrière
Agnès Martin est née en 1912 à Macklin (Saskatchewan), au Canada. Elle passe son enfance à Vancouver et s'installe, en 1931, aux États-Unis. Elle y entreprend des études universitaires et enseigne, à partir de 1937, un peu partout dans le pays. En 1940, elle est à New York, passe des diplômes à l'université Columbia, enseigne à Harlem, puis dans l'Oregon. À la fin des années 1940, elle est à Albuquerque, où elle fréquente l'Université du Nouveau-Mexique. En 1950, elle obtient la nationalité américaine.

### Carrière artistique
Sa première exposition personnelle a lieu en 1958 à la Betty Parsons Gallery. En 1966, elle participe à l'exposition Systemic Painting montée par Lawrence Alloway.
En 1967, elle retourne au Nouveau-Mexique et s'installe à Taos ; elle arrête alors de peindre pendant sept ans. Elle revient à la peinture en 1975, en s'associant avec la Pace Gallery de New York.
En 1999, elle est classée parmi les dix meilleurs artistes vivants par le mensuel Arts News Magazine.

### Vie privée
Agnes Martin ne se définit pas comme lesbienne mais partage successivement sa vie avec les artistes Lenore Tawney et Chryssa,.
Martin était publiquement connu pour souffrir de schizophrénie, même si cela n'était pas documenté jusqu'en 1962. Elle a même opté une fois pour une thérapie par choc électrique pour un traitement à l'hôpital Bellevue de New York. Martin avait le soutien de ses amis du Coenties Slip, qui se sont réunis après l'un de ses épisodes pour solliciter l'aide d'un psychiatre respecté, qui, en tant que collectionneur d'art, était un ami de la communauté. Cependant, sa lutte était en grande partie privée et individuelle, et l'effet total de la maladie mentale sur sa vie est inconnu.

## Œuvre
La majeure partie de son travail se compose de grilles rectangulaires. Bien que minimalistes dans la forme, ces peintures s'écartent de l'intellectualisme, fréquent dans les démarches minimalistes, au profit d'une approche personnelle et spirituelle.
En raison de la dimension spirituelle supplémentaire de son travail, elle a préféré que son travail soit classifié en tant qu'expressionnisme abstrait. Dans ses compositions, elle utilisait essentiellement le noir, blanc, et le brun avant son arrivée au Nouveau-Mexique. Ensuite, les compositions ont évolué par l'emploi de teintes légères, changeantes selon la lumière.
Agnès Martin oblige le spectateur à s'approcher de son œuvre pour la percevoir, en cela elle intègre dans ses compositions l'attitude en mouvement du spectateur et l'oblige ainsi à une nouvelle dimension de perception ; en cela l'œuvre d'Agnès Martin est magistrale.

## Prix et reconnaissance
En 1972, elle est incluse dans Some Living American Women Artists, un collage féministe de Mary Beth Edelson.
En 1997, elle reçoit le Lion d'or de la Biennale de Venise,.

## Hommages
L'album Redbird, du compositeur américain John Zorn, a été inspiré par le travail d'Agnès Martin et dédicacé à celle-ci.